# Капанин, Сергей Александрович
Сергей Александрович Капанин (9 января 1962) — советский и казахстанский футболист, защитник, нападающий, полузащитник. Рефери международной категории. Тренер.
В первенстве СССР играл за команды второй лиги «Булат» Темиртау (1980—1984), «Шахтёр» Караганда (1985, 1987), «Джезказганец» Джезказган (1986), «Селенга» Улан-Удэ (1988, 1990). В 1989 году был в составе «Звезды» Иркутск.
В чемпионате Казахстана провёл по пять матчей за «Шахтёр» Караганда (1992) и «Енбек» Джезказган (1993). В 1997 в первой лиге сыграл один матч за РГШО Караганда.
С 1996 года — футбольный судья. Рефери международной категории. Признан лучшим футбольным судьей Казахстана в 2001 году. В 1999—2005 годах провёл 77 матчей чемпионата Казахстана в качестве главного судьи.
Позже переехал в Россошь, Россия. Тренер, судья, участник ветеранских соревнований.